# Rhagio maculipennis
Rhagio maculipennis är en tvåvingeart som först beskrevs av Friedrich Hermann Loew 1854.  Rhagio maculipennis ingår i släktet Rhagio och familjen snäppflugor. Inga underarter finns listade i Catalogue of Life.